# 三重県道9号四日市員弁線
三重県道9号四日市員弁線（みえけんどう9ごう よっかいちいなべせん）は、三重県四日市市からいなべ市に至る主要地方道（三重県道）である。

## 概要
路線には狭隘な区間が多数含まれる。

### 路線データ
- 起点：四日市市城山町甲3811番地先[1]（国道1号交点）
- 終点：いなべ市員弁町北金井字北石仏1871番4地先[1]（石仏交差点）
- 総延長：20.0315km[1]
- 実延長：14.0419 km[1]
- 重用延長：5.9896 km[1]
- 橋梁：19本（総延長：416.4m）[1]

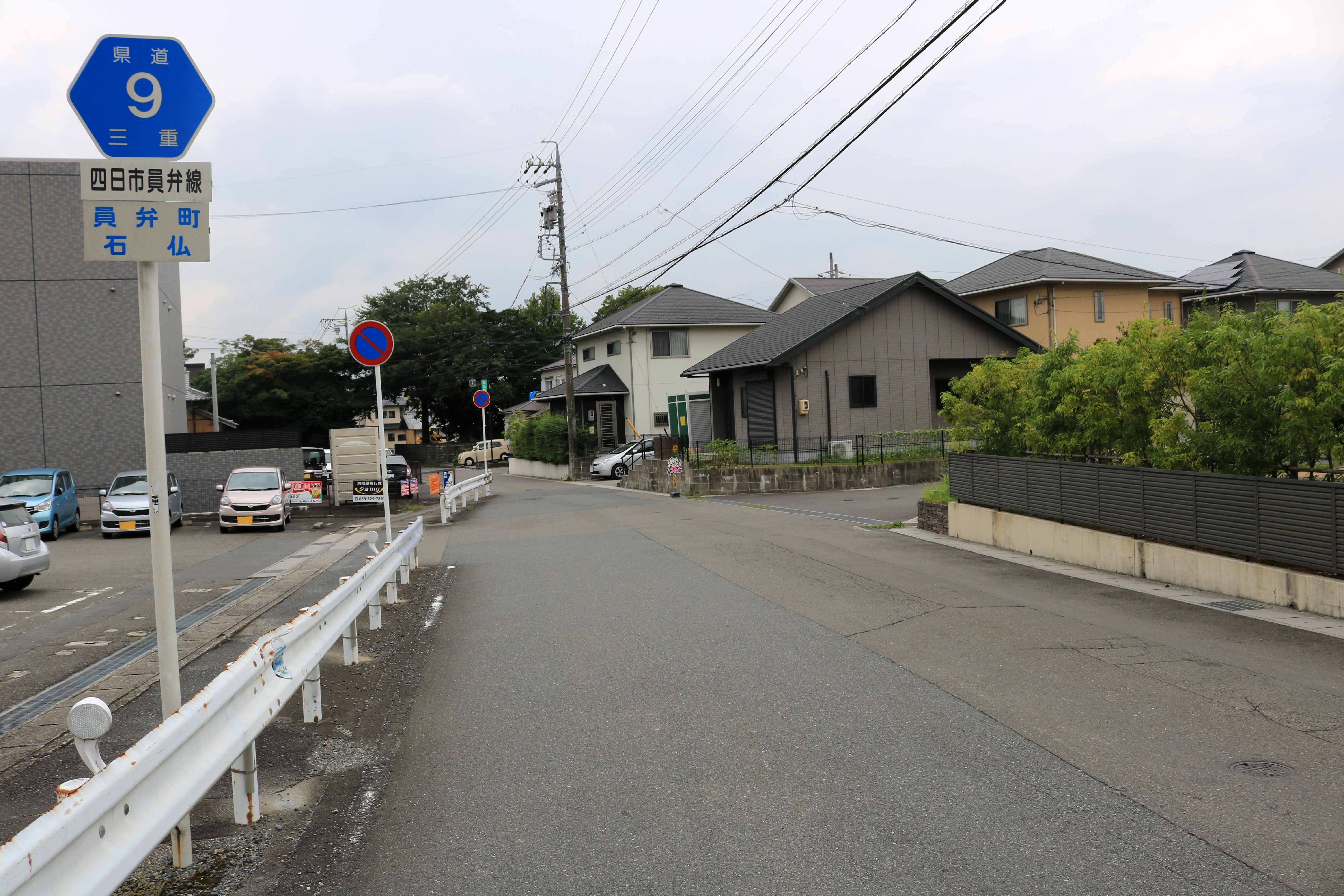
終点の国道421号との石仏交差点付近、いなべ市員弁町西方にて
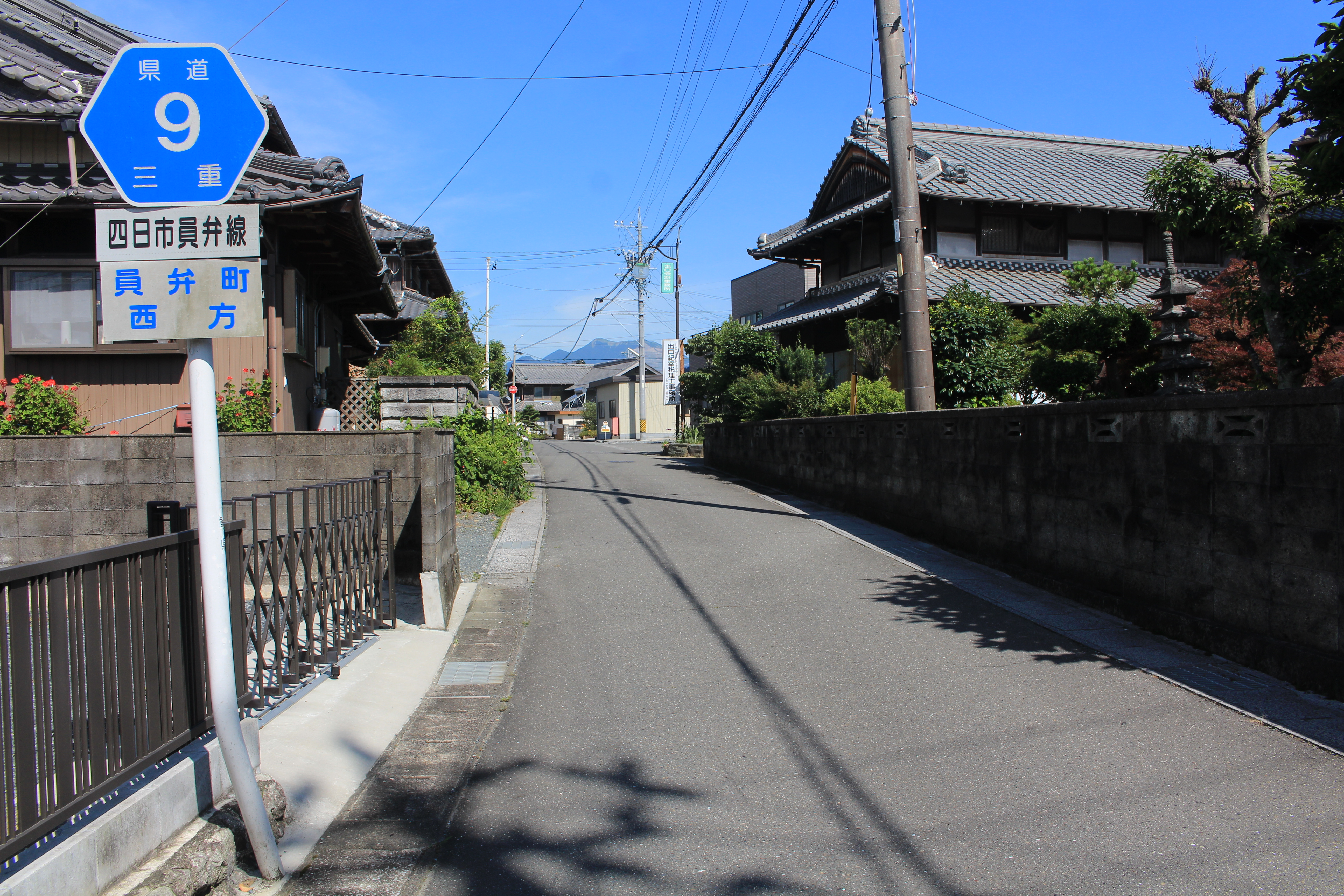
狭隘な区間、いなべ市員弁町西方にて

## 歴史
- 1959年（昭和34年）1月25日 - 三重県が三重県道402号四日市別名線を一般県道として認定。
- 1964年（昭和39年）12月28日 - 建設省（現・国土交通省）が主要地方道四日市関ヶ原線を指定。
- 1965年（昭和40年）8月27日 - 三重県道402号四日市別名線を廃止し、三重県道25号四日市関ヶ原線と三重県道402号員弁四日市線を路線認定[2]。
- 1972年（昭和47年）3月31日 - 三重県道14号員弁菰野線が三重県道14号菰野東員線へ改称し長深以北の経路を指定変更、長深以北の旧道が三重県道402号員弁四日市線の単独区間となる。
- 1974年（昭和49年）11月12日 - 三重県道25号四日市関ヶ原線の大部分と三重県道402号員弁四日市線の一部が一般国道365号へ昇格。
- 1977年（昭和52年）3月18日 - 三重県が県道25号四日市関ヶ原線を廃止、同路線のうち国道365号に昇格されなかった区間を三重県道402号員弁四日市線に編入。
- 1993年（平成5年）
  - 4月1日[3]に三重県道402号四日市員弁線に名称が変更された。起終点が入れ替わった[3]。
  - 5月11日 - 建設省から、一般県道四日市員弁線が四日市員弁線として主要地方道に指定される[4]。
- 1994年（平成6年）4月1日 - 三重県が整理番号を402から9（廃止された四日市土山線から転用）へ変更。
- 2007年（平成19年）4月1日 - 国道365号大安バイパスの開通に伴い、いなべ市大安町南金井付近が本路線から外され県道3号に編入。

## 路線状況

### 重複区間

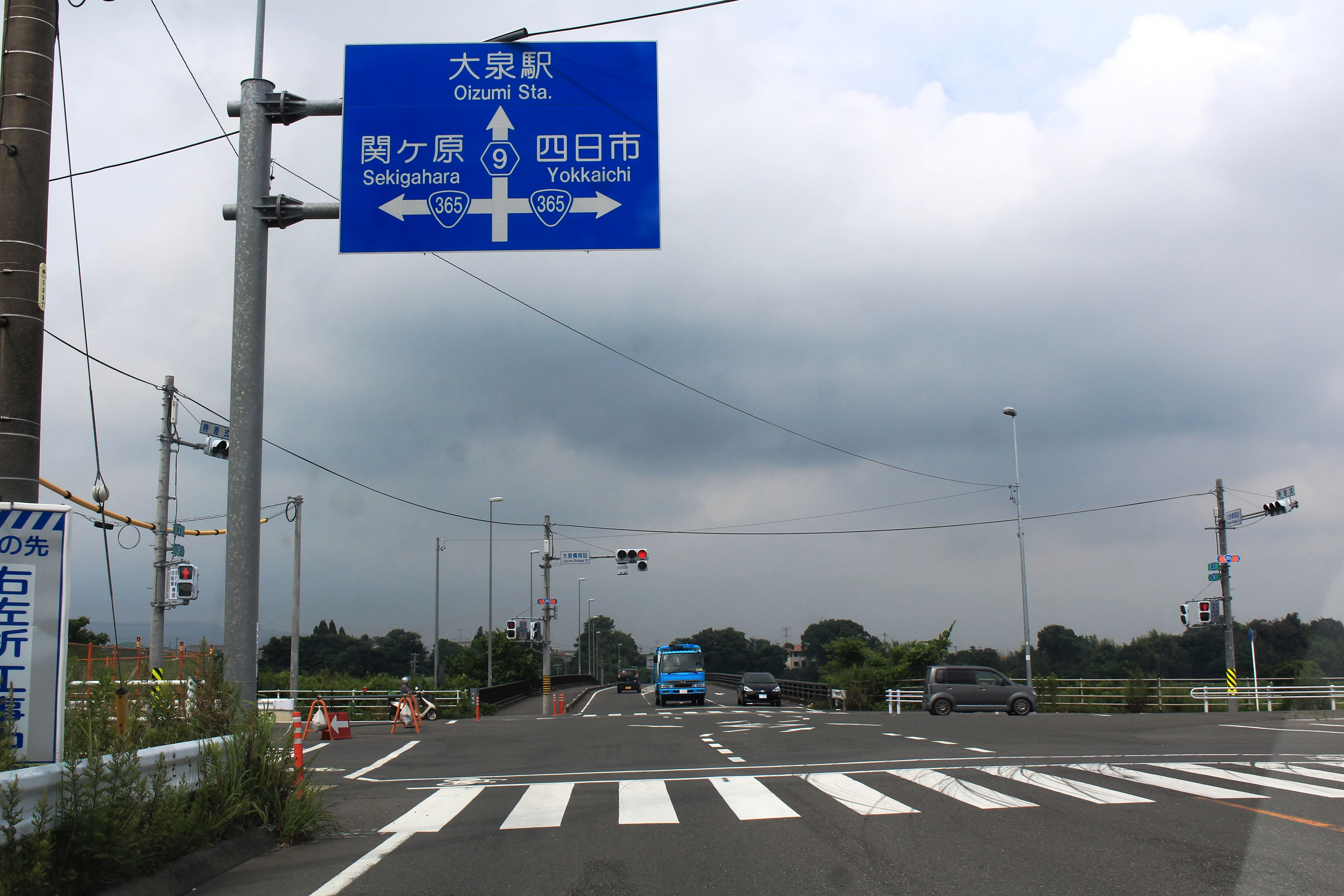
員弁川に架かる大泉橋と重複区間の国道365号（いなべ川右岸、並行する東海環状自動車道が建設中、2016年7月）

- 三重県道8号四日市鈴鹿環状線：四日市市羽津 - 四日市市茂福
- 国道365号：員弁郡東員町長深 - いなべ市大安町南金井
- 三重県道3号桑名大安線：員弁郡東員町南大社 - いなべ市大安町南金井（国道365号重複）
- 三重県道557号楚原停車場線：いなべ市員弁町石仏

### 利用状況
交通量
| 地点             | 平日12時間        | 平日24時間        |
| 地点             | 2005年度⇒2010年度 | 2005年度⇒2010年度 |
| 四日市市大字茂福 | 2,041台⇒2,776台   | 2,653台⇒3,692台   |
| 四日市市大鐘町   | 6,956台⇒7,025台   | 9,043台⇒8,132台   |

## 地理

### 通過する自治体
- 四日市市
- 員弁郡東員町
- いなべ市

### 交差する道路
- 国道1号（起点）
- 三重県道8号四日市鈴鹿環状線（四日市市羽津）
- 三重県道64号上海老茂福線（四日市市羽津）
- 三重県道8号四日市鈴鹿環状線（四日市市茂福）
- 国道1号 北勢バイパス（四日市市大矢知町）
- 三重県道620号平津菰野線（四日市市平津町）
- 三重県道623号四日市東員線（四日市市北山町）
- 国道365号（員弁郡東員町長深）
- 東海環状自動車道 東員インターチェンジ
- 三重県道3号桑名大安線・三重県道142号桑名東員線（員弁郡東員町長深）
- 三重県道14号菰野東員線（員弁郡東員町南大社）
- 国道365号・三重県道3号桑名大安線（員弁郡東員町長深）
- 三重県道611号大泉多度線（いなべ市員弁町大泉）
- 三重県道557号楚原停車場線（いなべ市員弁町石仏）
- 三重県道557号楚原停車場線（いなべ市員弁町石仏）
- 国道421号（終点）

### 沿線にある施設など

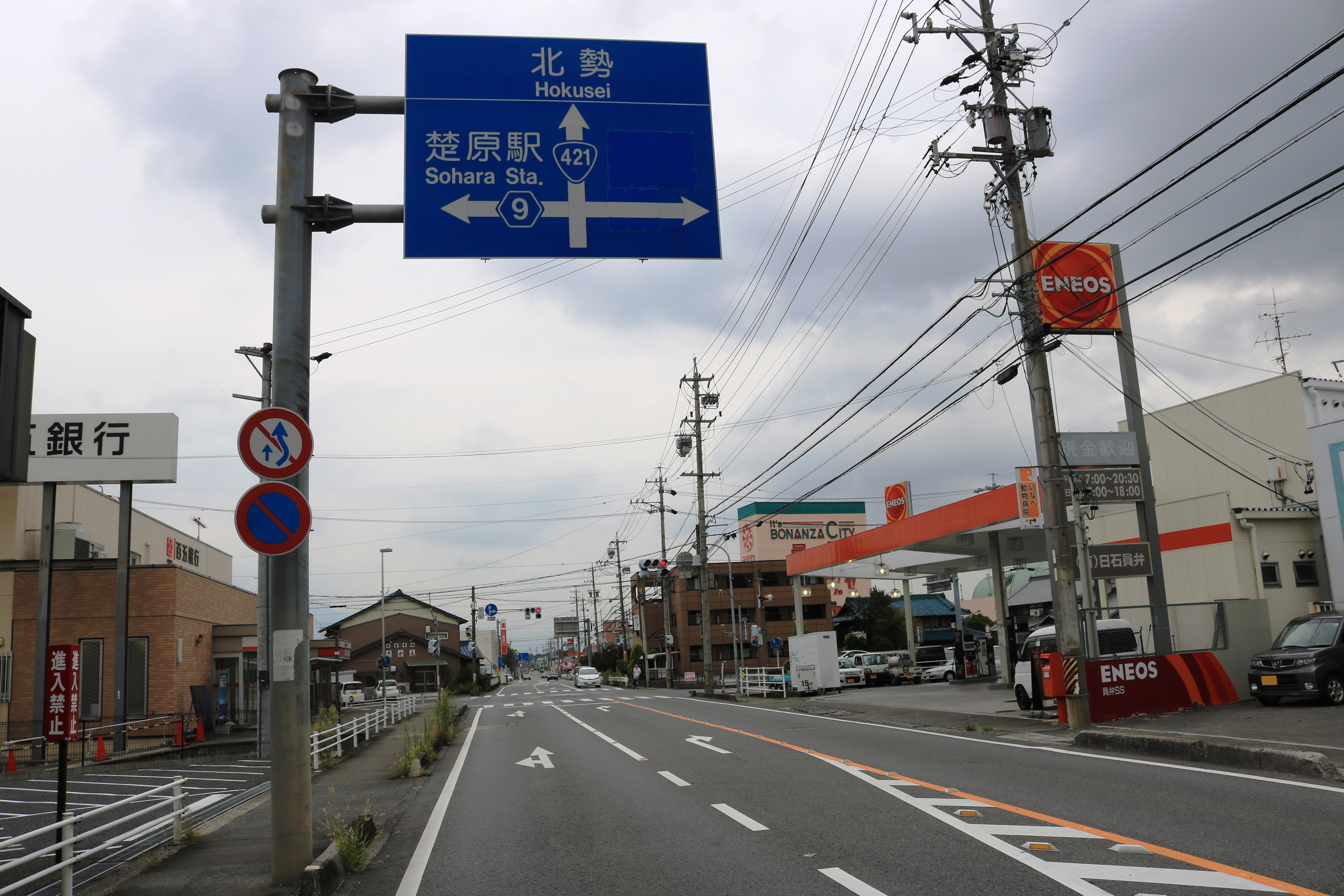
終点の国道421号との石仏交差点と沿線付近のイッツボナンザシティ ヨシヅヤ員弁店、いなべ市員弁町

四日市市
- 羽津城跡
- 四日市市羽津地区市民センター
- 四日市市立羽津小学校
- 四日市市立大矢知興譲小学校
- 四日市市立朝明中学校
- 日陶ジルコン工業
- 三岐鉄道三岐線平津駅

東員町
- 東洋ゴム工業株式会社桑名工場
- 東員町立三和小学校

いなべ市
- イッツボナンザシティ ヨシヅヤ員弁店終点の国道421号との石仏交差点と沿線付近のイッツボナンザシティ ヨシヅヤ員弁店、いなべ市員弁町

## 参考資料
- 『県別マップル24 三重県道路地図』（昭文社、2009年3版1刷発行、ISBN 978-4-398-62474-1 、6,7,13,21,22,26ページ）
- 『路線認定調書 平成28年4月1日』三重県、2016年、94頁。